# 존 더빈
존 더빈(John Durbin, 1953년 1월 1일 ~ )은 미국의 배우이다.
아이오와주에서 태어났다.

## 출연 작품
- 아메리칸 좀비 (2007년)
- 브리드 (2001년)
- 머더 인 마인드 (1997년)
- 샤이닝 (1997년)
- 실종 (1996년)
- 캔사스 시티 (1996년)
- 트루먼 (1995년)
- 마녀 사냥 (1994년)
- 앤 더 밴드 플레이드 온 (1993년)
- 사이보그 2 (1993년)
- 리틀 킹 (1993년)
- 사랑의 동반자 (1993년)
- 시지프스의 비밀 (1992년)
- 돌맨 (1991년)
- 데인저 존 2 (1990년)
- 천사의 키스 (1989년)
- 암즈 (1989년)
- 돌연변이 혹성 (1989년)
- 비디오테이프 대소동 (1988년)
- 블루 이구아나 (1988년)
- 죽음의 탈출 (1987년)
- 바탈리언 (1985년)

### 텔레비전
- A 특공대 (1986)
- 스타 트렉: 더 넥스트 제너레이션 (1987-92)